# Matthias Borgers
Matthias Johannes Borgers (Dronten, 18 maart 1973) is een Nederlands jurist en vicepresident van de Hoge Raad der Nederlanden.
Borgers voltooide zijn middelbare school aan het Christelijk Gymnasium Utrecht en studeerde vervolgens rechten aan de Rijksuniversiteit Limburg, waar hij in 1996 afstudeerde met als specialisaties het strafrecht en het privaatrecht. Na zijn afstuderen werd hij onderzoeker in opleiding (promovendus) bij het Schoordijk-instituut van de Katholieke Universiteit Brabant, waar hij schreef aan een proefschrift. Op 22 juni 2001 promoveerde hij bij Marc Groenhuijsen op De ontnemingsmaatregel. Een onderzoek naar het karakter en de voorwaarden tot oplegging van de maatregel ter ontneming van wederrechtelijk verkregen voordeel (artikel 36e Wetboek van Strafrecht). Na zijn promotie werd hij advocaat bij Pels Rijcken & Droogleever Fortuijn te Den Haag.
In 2003 keerde hij terug naar Tilburg, waar hij universitair hoofddocent straf- en strafprocesrecht werd. In 2006 werd hij benoemd tot hoogleraar straf- en strafprocesrecht aan de Vrije Universiteit Amsterdam. In 2015 werd Borgers voorgedragen voor benoeming tot raadsheer in de Hoge Raad; beëdiging door de Koning volgde op 17 december van dat jaar en de benoeming ging in op 1 januari 2016. Op 1 juli 2023 werd Borgers benoemd tot vicepresident van de Hoge Raad, als opvolger van Jaap de Hullu.
Borgers is samen met mede-raadsheer in de Hoge Raad Tijs Kooijmans de bewerker van het handboek Het Nederlands strafprocesrecht (10e druk), oorspronkelijk geschreven door Geert Corstens.
Bestuur van de Hoge Raad:
G. de Groot (president) · M.V. Polak · M.J. Kroeze ·  V. van den Brink · J. de Hullu · R.J. Koopman · M.E. van Hilten (vicepresidenten)

Eerste kamer:
G. de Groot · 
M.V. Polak · 
M.J. Kroeze (vzrs.) · 
A.E.B. ter Heide ·
F.J.P. Lock · 
G.C. Makkink · 
C.E. du Perron · 
F.R. Salomons · 
S.J. Schaafsma · 
C.H. Sieburgh · 
T.H. Tanja-van den Broek · 
K. Teuben · 
H.M. Wattendorff

Tweede kamer:
V. van den Brink · 
M.J. Borgers (vzrs.) · 
Y. Buruma · 
C. Caminada · 
J.C.A.M. Claassens · 
C.N. Dalebout · 
T. Kooijmans · 
M. Kuijer · 
A.E.M. Röttgering ·
A.L.J. van Strien ·
T.B. Trotman

Derde kamer:
M.E. van Hilten · 
J.A.R. van Eijsden (vzrs.) · 
M.T. Boerlage ·
P.A.G.M. Cools ·
E.F. Faase · 
M.W.C. Feteris · 
M.A. Fierstra · 
R.J. Koopman ·
E.N. Punt ·
A.E.H. van der Voort Maarschalk · 
J. Wortel

J.E.M. Polak (i.b.d.) · 
H.G. Sevenster (i.b.d.) · 
C.J. Borman (i.b.d.)

Parket:
F.W. Bleichrodt (procureur-generaal) · 
M.H. Wissink (plv. procureur-generaal) · 

Advocaten-generaal civiel:
B.F. Assink · 
R.H. de Bock · 
B.J. Drijber · 
T. Hartlief · 
F.F. Langemeijer (i.b.d.) · 
S.D. Lindenbergh · 
M.L.C.C. Lückers · 
G.R.B. van Peursem · 
E.B. Rank-Berenschot · 
G. Snijders · 
W.L. Valk · 
P. Vlas · 
E.M. Wesseling-van Gent 

Advocaten-generaal straf:
D.J.C. Aben · 
P.M. Frielink · 
A.E. Harteveld · 
E.J. Hofstee · 
B.F. Keulen · 
D.J.M.W. Paridaens · 
T.N.B.M. Spronken · 
P.C. Vegter (i.b.d.)

Advocaten-generaal belasting:
C.M. Ettema · 
R.L.H. IJzerman · 
R.E.C.M. Niessen · 
P.J. Wattel